# Pirottaea senecionis
Pirottaea senecionis är en svampart som först beskrevs av Cooke & W. Phillips, och fick sitt nu gällande namn av John Axel Nannfeldt 1932. Enligt Catalogue of Life ingår Pirottaea senecionis i släktet Pirottaea, ordningen disksvampar, klassen Leotiomycetes, divisionen sporsäcksvampar och riket svampar, men enligt Dyntaxa är tillhörigheten istället släktet Pirottaea, familjen Dermateaceae, ordningen disksvampar, klassen Leotiomycetes, divisionen sporsäcksvampar och riket svampar. Arten är reproducerande i Sverige. Inga underarter finns listade i Catalogue of Life.